# Liste der portugiesischen Botschafter in Niger
Die Liste der portugiesischen Botschafter in Niger listet die Botschafter der Republik Portugal im Niger auf. Die beiden Staaten unterhalten seit 1975 diplomatische Beziehungen.
Eine eigene Botschaft eröffnete Portugal dort nicht, der portugiesische Vertreter in Nigeria ist auch für Niger zuständig, wo er sich in der dortigen Hauptstadt Niamey dazu zweitakkreditieren kann.

## Missionschefs
| Name                                           | Bild  | Amtszeit  | Anmerkungen                                   |
| Niger                                          | Niger | Niger     | Niger                                         |
| ---------------------------------------------- | ----- | --------- | --------------------------------------------- |
| João Uva de Matos Proença                      |       | ab 1978   |                                               |
| Armando Nunes de Freitas                       |       | ab 1979   |                                               |
| Rui Fernando de Meira Ferreira                 |       | ab 1984   |                                               |
| Nuno Maria da Cunha e Távora Silveira e Lorena |       | ab 1990   |                                               |
| Filipe Orlando de Albuquerque                  |       | ab 1994   |                                               |
| António José da Câmara Ramalho Ortigão         |       | ab 1999   |                                               |
| Maria de Fátima de Pina Perestrello            |       | ab 2005   |                                               |
| João Maria Rebelo de Andrade Cabral            |       | ab 2010   |                                               |
| Simeão Archer Pinto Mesquita                   |       | ab 2011   |                                               |
| António Pedro da Vinha Rodrigues da Silva      |       | ab 2014   | zunächst Geschäftsträger, ab 2017 Botschafter |
| Luís Filipe Ribeiro da Silva Barros            |       | seit 2018 |                                               |